# Казанова, Ален
Ален Казанова (фр. Alain Casanova; род. 18 сентября 1961, Клермон-Ферран) — французский футбольный тренер.

## Карьера

### Клубная
Выступал на позиции вратаря. Много лет Казанова защищал ворота клуба «Гавр», вместе с которым он выходил в Лигу 1.
С 1990 по 1992 год выступал за «Марсель», вместе с которым доходил до финала Кубка европейских чемпионов. Однако Казанова считался запасным голкипером и за два года не провёл за команду ни одного матча.
Заканчивал карьеру в «Тулузе».

### Тренерская
В 2008 году Ален Казанова возглавил «Тулузу», придя на смену Эли Бопу. Трудился на посту главного тренера в этом клубе до 2015 года. В 2016 году возглавил «Ланс», но был отстранён от исполнения обязанностей после плохого старта сезона 2017/18.